# Esquema de la psicoanàlisi
Esquema de la psicoanàlisi és una obra pòstuma i inacabada de Sigmund Freud, escrita el 1938 i publicada en alemany el 1940 amb el títol Abriss der Psychoanalyse[1][2] en Internationale Zeitschrift für Psychoanalyse-Imago (volum 25, núm. 1, pàgines 7-67). Amb el nom d'An Outline of Psycho-Analysis,[2] la traduí a l'anglés James Strachey aquest mateix any,[1][2] versió publicada en l'International Journal of Psychoanalysis (volum 21, núm. 1, pàgs. 27-82).[1] Algunes traduccions posteriors en porten per títol Compendi de psicoanàlisi.
Segons Ernest Jones, Freud l'hauria començat a redactar a Viena en abril o maig de 1938. Strachey opina, però, que la primera pàgina del manuscrit en duu la data “22 de juliol” i això recolzaria el parer dels editors alemanys que deien que l'obra s'havia iniciat el juliol de 1938, quan Freud ja es trobava a l'exili, a Londres. Es va interrompre per una cirurgia a principis de setembre i la seua mort el 1939.
El llibre presenta una síntesi dels principals eixos del pensament freudià: l'aparell psíquic, la teoria de les pulsions, la sexualitat, l'inconscient, la interpretació dels somnis i la tècnica psicoanalítica. El mateix Freud reconeix en el pròleg de l'obra que el seu propòsit és compendiar els principis en què se sustenta la psicoanàlisi per exposar-los sintèticament. Si bé Strachey la insereix en “la llarga sèrie d'obres de divulgació que escrigué Freud”, assenyala que l'Esquema té la particularitat de ser l'únic en aquesta sèrie que no està dirigit a un públic alié a la psicoanàlisi, sinó que constitueix “més aviat un «curs de repàs» per a estudiants avançats” i arriba a considerar-lo “un epíleg summament fascinant” concebut “per als que ja es mouen a pler entre els escrits de Freud”. Malgrat ser un text clar i concís, conté alguns passatges amb prou feines comprensibles per als no iniciats. L'Esquema s'ha comparat amb Psicologia del nen de Jean Piaget (escrit en col·laboració amb Bärbel Inhelder) perquè el que Freud hauria fet en aquell respecte de la seua psicologia dinàmica s'assembla a l'esforç de Piaget d'oferir en aquest llibre “una presentació definitiva de la psicologia evolutiva” l'elaboració de la qual li havia costat les darreres quatre dècades.

## Contingut
El llibre està dividit en tres parts: “La psique i les seues operacions”, “La tasca pràctica” i “El guany teòric”, subdividida la primera en cinc apartats (“L'aparell psíquic”, “Doctrina de les pulsions”, “El desenvolupament de la funció sexual", “Qualitats psíquiques” i “Un exemple: la interpretació dels somnis”), la segona, en dues (“La tècnica psicoanalítica" i “Una mostra de treball psicoanalític”) i la tercera, en altres dues (“L'aparell psíquic i el món exterior” i “El món interior”).
Strachey explica que Freud no havia posat títol a la primera part de l'obra i que els editors alemanys l'havien batejada “Die Natur des Psychischen”, això és, “La naturalesa d'allò psíquic”. Ell, en canvi, en la seua traducció anglesa li donava un títol “una mica més general” (“La psique i les seues operacions”). D'altra banda, la major brevetat del darrer capítol (“El món interior”) dugué el traductor a afirmar que:

[…] podria haver-lo continuat amb l'examen de temes com el sentiment de culpa —ja tocat, però, en el capítol VI—; això no obstant, és un enigma saber fins a on i en quina direcció hauria prosseguit Freud, ja que el programa traçat per ell en el «Pròleg» sembla acomplir-s'hi raonablement.
 

### L'aparell psíquic

La metàfora de l'iceberg superposa els termes de la primera tòpica freudiana (consciència, preconscient i inconscient) i els de la segona (allò, jo i superjò)

El model d'aparell psíquic delineat en l'Esquema reprén els postulats centrals del que s'ha anomenat la “segona tòpica freudiana" —que inclou les instàncies de l'allò, el jo i el superjò—, que es diferencia d'una “primera tòpica”, que comprén la consciència, l'inconscient i el preconscient. Freud denomina allò la més primitiva instància de l'aparell anímic, el contingut del qual concerneix a l'herència, l'innat o allò constitucional, i concerneix en concret a les pulsions. La incidència del món exterior alteraria una porció de l'allò destinada a convertir-se en el jo, porció descrita com “un estrat cortical dotat d'òrgans per a la recepció d'estímuls i de dispositius per a protegir-los”, que tindrà la funció d'intervenir entre aquella altra instància i el món exterior. El jo governaria els moviments voluntaris i tindria al seu càrrec lluitar per l'autoconservació de l'individu amb l'evitació, el domini i la cancel·lació dels estímuls procedents de l'exterior, així com també per la submissió dels reclams pulsionals provinents de l'allò, respecte dels quals ha de determinar si els satisfarà —i, en cas positiu, en quines condicions— o els sufocarà. Així com a partir de l'allò s'originaria el jo, dins d'ell naixeria més tard una nova entitat psíquica (el superjò) consistent en el relicte de l'etapa en què l'individu no ha superat encara el desemparament infantil i es manté en estreta dependència de les figures parentals, els designis de les quals passen a incorporar-se en la constitució d'aquesta tercera instància. L'autor argumenta que la relació entre el jo i el superjò de determinat individu deu la seua naturalesa a la que li precedí entre el xiquet o xiqueta i sos pares, els quals, a més de les idiosincràtiques peculiaritats dels seus ideals, transmeten al fill o filla “l'influx, per ells propagat, de la tradició de la família, l'ètnia i el poble, així com els requeriments del medi social respectiu”.

### Doctrina de les pulsions
Freud defineix les pulsions com “les forces que suposem darrere de les tensions de necessitat de l'allò”,[9] i —conforme a les innovacions que en la doctrina de les pulsions havia introduït en Més enllà del principi de plaer— destaca el caràcter conservador que manifesten malgrat constituir la causa de qualsevol activitat, i la progressiva complexitat que un organisme conquistàs obriria pas a una contraposada tendència a tornar a una forma d'organització més elemental. Diferencia dos tipus de pulsions fonamentals (Eros i pulsió de destrucció) i situa dins la primera “l'oposició entre pulsió de conservació de si mateix i de conservació de l'espècie”, és a dir, la mitjancera entre la pulsió d'autoconservació i la pulsió sexual, “així com l'altra entre amor del jo i amor d'objecte”,[9] la qual stricto sensu no consisteix en una oposició —sinó, en tot cas, en una mena de complementarietat— ja que el mateix Freud estableix en Introducció del narcisisme que narcisisme i amor objectual es nodreixen de les mateixes fonts i com més se n'enriqueix un més se n'empobreix l'altre. Mentre que Eros pugnaria per constituir unitats de més complexitat (lligam), la seua contrapart tindria per objectiu la dissolució d'aquests nexes i trobaria el fi darrer en la tasca de “transportar allò viu a l'estat inorgànic”, raó per la qual també és coneguda com a pulsió de mort. La libido (energia d'Eros), la suma íntegra de la qual es concentra al principi sobre el jo, és després utilitzada per a investir o catectizar representacions d'objecte, i això suposa una superació de l'etapa narcisista i la trasposició de libido narcisista en libido d'objecte. El jo seguirà, però, acomplint la funció d'emmagatzemar-la: d'ell partiran les noves investidures objectuals i a ell en tornaran quan un objecte siga reassignat o desinvestit.

### El desenvolupament de la funció sexual

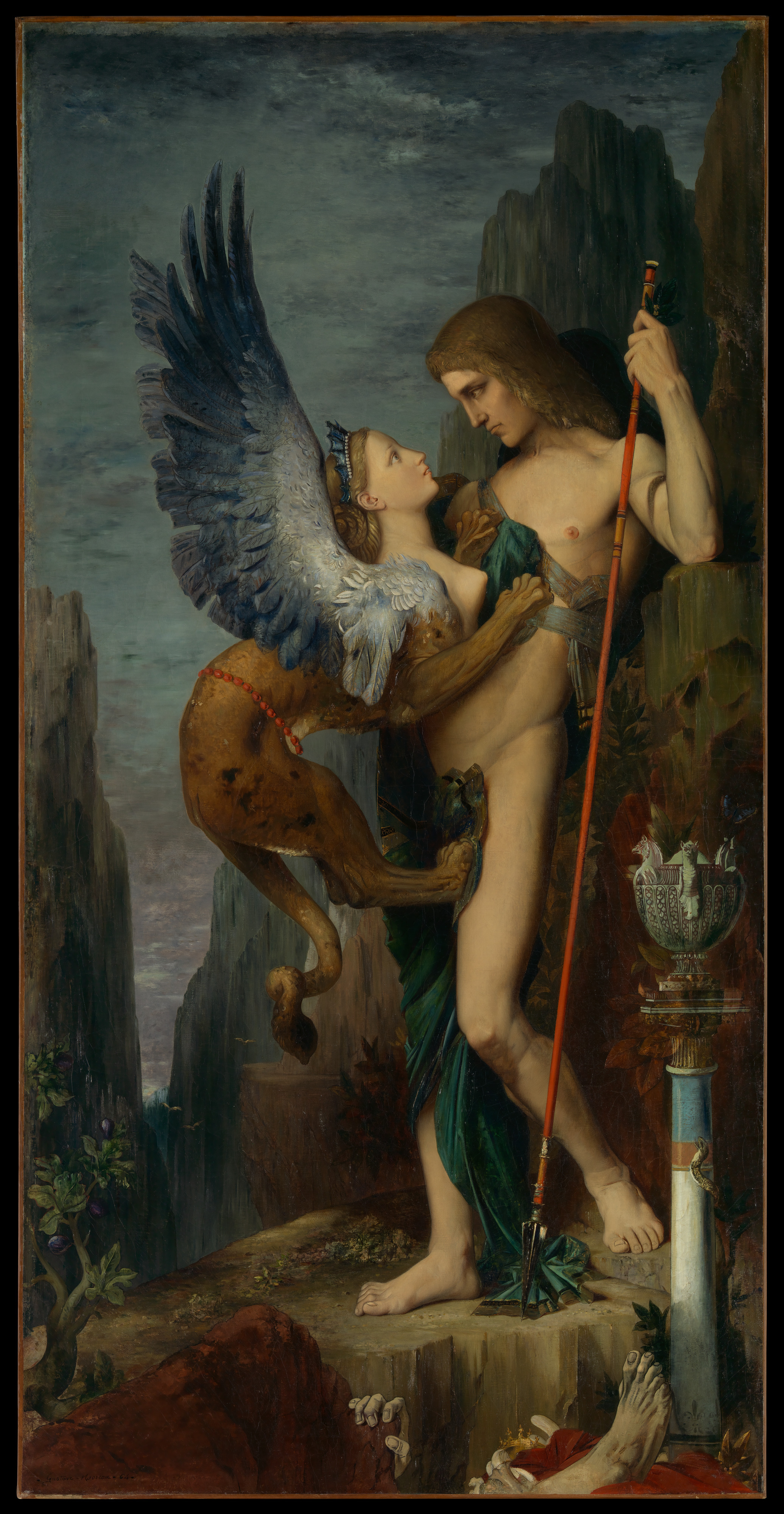
Èdip i l'esfinx (1864), de Gustave Moreau. El complex d'Èdip (fita de la fase fàl·lica, última etapa del desenvolupament psicosexual infantil abans del període de latència), que pren el nom de la tragèdia de Sòfocles, representa una de les més cèlebres teoritzacions freudianes

Freud discuteix l'estesa opinió de la seua època referida al fet que el cor de la sexualitat humana concerniria als quefers genitals que esdevinguessen entre persones de diferent sexe i que l'aspiració de dur a terme actes sexuals normalment no sobrevindria sinó fins a la pubertat o l'adveniment de la maduresa genèsica. Li contraposa tres fets que no quadren amb aquesta concepció: l'existència de l'homosexualitat, el cas d'aquelles persones les apetències sexuals de les quals no apareixien unides als genitals o al seu ús considerat normal i que per això qualificaven de “perverses” i, finalment, l'interés que molts xiquets i xiquetes ―que acabaven caient en la categoria de “degenerats”― manifestaven pels seus genitals i l'excitabilitat. L'autor atribueix l'oposició que la psicoanàlisi havia trobat al fet que hagués posat el focus sobre aquestes tres situacions i que desestimàs les llavors més àmpliament acceptades idees sobre la sexualitat per arribar a aquestes conclusions:

a. La vida sexual no comença sols amb la pubertat, sinó que s'inicia després de nàixer amb clares exterioritzacions.
b. Cal distingir taxativament entre els conceptes de «sexual» i «genital». El primer és el més extens, i inclou moltes activitats que no tenen res a veure amb els genitals.
c. La vida sexual inclou la funció del guany de plaer a partir de zones del cos, funció que es posa posteriorment {nachträglich} al servei de la reproducció. Sovint ambdues funcions no arriben a superposar-se totalment.
 

Freud sosté que són palpables ja en la infantesa les manifestacions d'una vida sexual de ple dret el desenvolupament de la qual es produeix amb total regularitat i que té relació amb els fenòmens psíquics que dominaran la posterior vida eròtica de l'adultesa, entre els quals cal esmentar-se la fixació en certs objectes i la gelosia. El desenvolupament de l'activitat sexual infantil arriba al cim al final del cinqué any de vida, que precedeix al període de latència, caracteritzat per una calma pulsional i finalitzat el qual l'erotisme reemergeix durant la pubertat. Freud atribueix un important paper en el procés d'hominització a tal escomesa en dos temps de la sexualitat, aparentment privativa de la nostra espècie: esmenta la teoria que l'ésser humà seria descendent d'algun animal la maduració genèsica del qual hauria advingut als cinc anys i agrega que per obra d'una important contingència ambiental aquell ininterromput creixement sexual s'hauria vist pertorbat i això hauria provocat, entre altres conseqüències, la supressió del caràcter periòdic dels impulsos libidinals, tan freqüent en el món animal. L'oblit en què cau la vasta majoria dels esdeveniments corresponents a la primera florida de la vida sexual (amnèsia infantil) guarda molta relació amb les hipòtesis psicoanalítiques sobre l'etiologia de les neurosis, així com també amb aspectes tècnics del treball terapèutic.

### Qualitats psíquiques

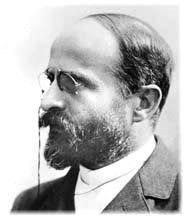
Theodor Lipps, filòsof alemany admirat per Freud, és esmentat en lEsquema per haver estat un important partidari de la idea d'inconscient

Freud designa amb el nom de qualitats psíquiques el conscient, l'inconscient i el preconscient. Diu que la noció psicoanalítica de consciència no es distingeix de la dels filòsofs i l'opinió popular, i tota la resta en resta inclosa en la categoria de l'inconscient. Aquest no suposa, però, un conjunt d'elements homogenis, sinó que en el seu si es diferencien, d'una banda, els processos passibles d'esdevenir conscients sense més, és a dir, els que poden ser evocats per després apartar-se novament de la consciència, ja que aquesta és un estat summament efímer ―es tracta del preconscient o susceptible de consciència― i, d'altra, aquells processos o continguts que no tenen accés a la consciència (l'inconscient genuí) i de l'existència del qual ens adonem a partir d'inferències i de la traducció d'aquest material a una expressió conscient.
Sobre l'allò té tot el poder la qualitat de l'inconscient. La correspondència entre inconscient i allò seria més estreta que la que hi ha entre preconscient i jo. Al principi de la vida, l'aparell psíquic només té un allò i són els estímuls procedents del món exterior els que alteren aquell sector que acabarà convertint-se en el jo. Aquest s'incorporà alguns continguts originàriament pertanyents a l'allò, trasposats ara a l'estat preconscient, mentre que altres materials esdevindran nucli de l'allò conservant el caràcter inconscient i la inassequibilitat. El desenvolupament del jo, però, està marcat per la cessió a l'inconscient de continguts que ja havia assimilat, i també davant d'algunes noves impressions es retirarà deixant-los la possibilitat d'imprimir una petjada només en l'allò. Aquesta porció de l'allò duu el nom d'allò reprimit. Les dues parcel·les (el “nucli de l'allò” i “allò reprimit”) se solapen, amb allò congènit originari i el que s'ha adquirit durant el creixement del jo.

### Un exemple: la interpretació dels somnis

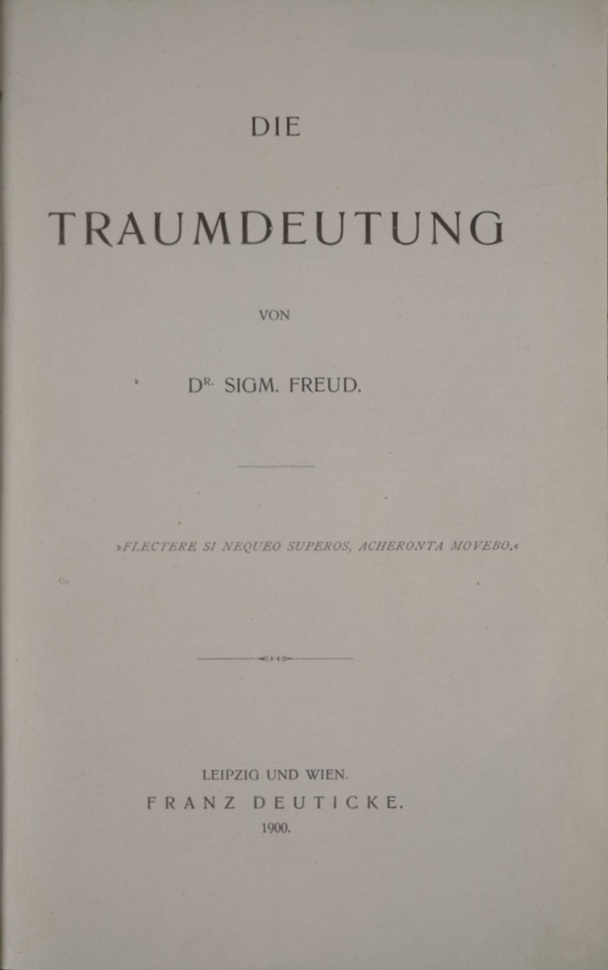
Edició en alemany de 1900 de La interpretació dels somnis, obra en què Freud havia diferenciat el contingut manifest dels pensaments onírics latents

Els somnis, que Freud reconeix com a actes psíquics, constitueixen un privilegiat objecte d'estudi per a la indagació psicoanalítica. Una de les fites inaugurals de l'art de la interpretació dels somnis fou el reconeixement que allò que d'aquests es reté en la memòria en despertar no n'és més que una façana (contingut manifest) i, per tant, no es correspon amb el genuí procés oníric, als pensaments onírics latents. El treball del somni és l'encarregat de traslladar aquests pensaments a aquella figuració manifesta. Els continguts inconscients que lluitarien per adquirir la propietat de preconscient i situar-se a l'abast del jo només ho aconseguirien a costa d'una desfiguració onírica.
Dos tipus d'esdeveniments poden donar l'oportunitat perquè es forme un somni: en el primer, un desig reprimit guanya força durant el son i això li permet aconseguir al jo (somnis des de l'allò); en el segon, un anhel preconscient al qual no se li ha donat satisfacció durant el dia és investit d'una intensitat suplementària procedent de l'inconscient (somnis des del jo).[22] Freud valora molt la contribució dels somnis a la psicoanàlisi perquè els continguts que de l'allò s'escolen en el jo arrosseguen al seu darrere les modalitats de treball de l'inconscient. Defineix el treball del somni com “un cas d'elaboració inconcient de processos de pensament preconcients”, i això no impedeix que les formacions oníriques que sorgeixen de l'allò siguen el resultat d'un compromís entre instàncies.
Les normes que regulen l'esdevenir inconscient són fonamentalment dues: condensació i desplaçament. La primera es detecta en la propensió a reunir en singulars aglomeracions elements heterogenis que l'activitat mental preconscient de la vigília s'hauria mostrat resolta a no posar en connexió. Una petita peça del contingut manifest podrà ser el modest representant de vastes il·lacions de pensaments latents de manera que el text objectiu del somni és sovint un compendi summament succint si se'l compara amb l'exuberància d'aquells pensaments. Per la seua banda, el desplaçament, mecanisme íntimament enllaçat amb el de la condensació, permet que un element cedisca a un altre el seu quàntum energètic, per la qual cosa aquest segon element s'imposa amb claredat en el relat del somni, i pot dur a l'error de fer-nos creure que és per això el més digne mereixedor de la nostra atenció, quan en realitat exercia un paper poc destacat en els pensaments onírics; complementàriament allò que en aquestes il·lacions inconscients en siga el principal pot aparéixer representat per les més insignificants traces en el contingut manifest.
Les normes que governen la lògica no actuarien en l'inconscient, que queda definit com “el regne de la alògica”. Afanys i tendències antagònics hi conviuen a vegades sense suscitar el menor conflicte per no influir-se recíprocament; altres provocant-ne un en el qual, però, no es pren partit per cap opció en concret, sinó que aquestes es fonen en un compromís de la més absurda constitució per posar costat a costat exigències inconciliables. Això es relaciona amb el fet que els oposats, lluny de mantenir-se apartats, es prenen com si fossen la mateixa cosa: així, cada element del contingut manifest del somni pot figurar precisament en el seu contrari. Per interpretar un somni reeixidament es tornen indispensables les associacions que el mateix somniador establisca entre els elements del text del somni. Aquestes associacions permetrien recuperar les baules perdudes perquè, partint del contingut manifest, se'n puga col·legir el latent.

### La tècnica psicoanalítica
El jo neuròtic seria incapaç de dur a terme les obligacions imposades per la societat i el món extern. Una considerable porció de les seues vivències no són dins els seus dominis per obra de la repressió. La seua activitat es veu arranada per les restriccions del superjò i els seus esforços es dilapiden en interminables lluites contra l'allò, les constants intrusions del qual malmeten la seua organització i l'escindeixen, escissió que fou objecte d'un article per part de Freud. Està impossibilitat de produir cap síntesi i es troba “estripat per aspiracions que es contrarien entre si, per conflictes no tramitats, dubtes no resolts.”[26] L'aclaparat jo necessita ajut i s'hi ha d'unir l'analista per, recolzant-se tant l'un com l'altre en la realitat objectiva, entre tots dos faran front a reclams pulsionals i de la consciència moral.[27] Freud deixa clar, però, que no és legítim abusar de l'influx pedagògic que l'analista puga exercir sobre el pacient: l'extensió de les inhibicions en el seu procés hauran d'indicar fins a quin punt serà lícit fer-ho.
Una condició del tractament és l'estricta obediència a la norma fonamental de la psicoanàlisi que l'empeny a no deixar fora del relat res que se li faça evident a partir de la seua observació, fins i tot si ho troba desagradable, sense importància o sense sentit. La neutralització de l'autocrítica permetrà l'afluència d'una gran quantitat de material que portarà sobre si la petjada de l'inconscient. A canvi de la promesa del malalt de no guardar-se per a si res del que la percepció de si mateix pose a la seua disposició, l'analista garanteix discreció i es lliura a la tasca d'interpretar els continguts que brollen del relat. Perquè aquest pacte col·laboratiu entre pacient i analista siga possible el jo del primer ha d'haver retingut un cert ordenament intern que li permeta no romandre alié als reclams que li dirigisca el món extern. Aquest requisit no es verificaria en el jo psicòtic, que l'autor considera incapacitat per sostenir la seua paraula respecte del pacte i a vegades fins i tot de concertar-lo.
Inicialment aquest jo es fa partícip d'una tasca interpretativa merament intel·lectual, que té per fi la supressió de les llacunes mnèsiques, és a dir, un eixamplament del coneixement sobre si mateix. Freud, però, desaconsella precipitar-se a fer al pacient sabedor del que l'analista ja ha albirat: cedir a això abans del moment apropiat pot resultar perjudicial per a l'anàlisi i fora convenient esperar fins que l'individu es trobe prou a prop de la intel·lecció que aquest pretén brindar-li, de manera que només l'en separe un pas. L'analista es procura per a si la potència del superjò del malalt i s'incita al jo a lliurar batalla enfront de cada reclam pulsional, anihilant les resistències, fins a arribar al fet que el que havia estat reprimit canvia la seua condició per la del preconscient i siga restituït al jo.[26]
Tot i que Freud identifica en l'afany per guarir-se i fins i tot en l'interés intel·lectual per la psicoanàlisi factors que contribueixen a la concreció dels propòsits de l'analista, millors serveis per a això prestarà sempre la transferència positiva,[26] la qual arriba a provocar que el pacient taxe en poc el designi de guarir-se i de deslligar-se del patiment per, en lloc d'això, abraçar l'aspiració de guanyar-se el favor de l'analista.[32] En sentit contrari s'esforcen la transferència negativa —que no sols tira per terra la remissió simptomàtica, sinó que també pot cancel·lar la convicció que el pacient ha pogut desenvolupar sobre l'eficàcia del mètode psicoanalític—,[32] la resistència de la repressió ―és a dir, la disconformitat del jo a encarar l'àrdua tasca que se li planteja,[26] per considerar arriscada l'obstinació terapèutica, que veu com un potencial prodigador de sensacions desplaents―,[33] el sentiment inconscient de culpa procedent del superjò —que, provinent de la severitat del superjò, estableix que l'individu no és digne de ser deslliurat dels patiments— i la pulsió origen d'una mena de resistència que es delata amb nitidesa en aquells neuròtics en què l'afany autoconservatori sembla haver-se alterat i que fan l'efecte de tenir per propòsit perjudicar-se a si mateixos. Altres elements desfavorables són la inèrcia psíquica o pesantor en el moviment libidinal, mentre que entre els coadjuvants n'hi ha “l'aptitud de la persona per a la sublimació pulsional […], […] la seua capacitat per elevar-se sobre la vida pulsional grollera, i el poder relatiu de les seues funcions intel·lectuals.”[35]

### Una mostra de treball psicoanalític

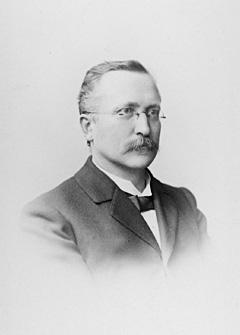
Wilhelm Roux, pare de l'embriologia experimental. Per mostrar per què les primeres experiències traumàtiques provoquen en el jo danys que fan l'efecte de ser desmesuradament profunds, Freud es val d'una analogia i recorda els treballs de Roux, que havia demostrat que introduir una agulla en el cos d'un animal ja desenvolupat no tenia les mateixes conseqüències que fer-ho en un grup de cèl·lules germinals en el transcurs de la mitosi

Freud es pregunta per què la vida dels neuròtics és més penosa, més punyent que la de la resta si ni la seua constitució congènita ni les experiències que passen es distingeixen en gran manera de les d'altres persones, i respon que això es deu a “unes desharmonies quantitatives”. Cada particular configuració de la vida humana trobaria la seua causa en la combinació de propensions innates i impressions de caràcter contingent. Així, pot existir certa predisposició al fet que un determinat component pulsional es desenvolupe amb excessiu vigor o al fet que no tinga la força suficient; i, al seu torn, les vivències accidentals imposaran requeriments particulars a cada individu i fins i tot pot donar-se el cas que, quan imposen els mateixos reclams a dues persones distintes, la constitució d'una d'elles li permeta dur molt millor allò que l'altra amb prou feines pot afrontar.
Tant els reclams de l'allò com les excitacions procedents de l'exterior poden provocar un efecte traumàtic. El inerme jo infantil procura protegir-se de tots dos amb intents de fugida ―precisament en això rauen les repressions― que més endavant seran desavantatjosos i acabaran restringint-ne el desenvolupament duradorament. Freud sosté que, en la tasca de convertir-se en un individu civilitzat en pocs anys, el xiquet o la xiqueta recorrerà, de manera summament sintetitzada, un vast tros del desenvolupament cultural de la humanitat. Per això, no pot privar-se-li de la guia de l'educació ja que els pares oficiaran de precursors del superjò i, com a tals, orientaran el jo del subjecte infantil amb restriccions i sancions, induint-lo així a reprimir determinats impulsos. Els requeriments culturals han d'explicar-se, doncs, entre els factors predisposants a la neurosi.
La psicoanàlisi sosté la idea que les primerenques experiències infantils tindran un impacte incomparable en el posterior desenvolupament de l'individu. Cobren llavors gran significació contingències com l'abús sexual perpetrat en aquests anys per adults, una seducció per un xiquet major, com podria ser un germà, i assabentar-se visualment o auditiva de relacions sexuals entre els pares. Aquestes experiències sovint agusen la sensibilitat sexual del xiquet o xiqueta, i ja no podrà sostraure's de les seues apetències concupiscents. Aquestes vivències es lliuren a la repressió i contribueixen així a causar una compulsió neuròtica que més endavant obstaculitzarà al jo el govern sobre la funció sexual, i l'induirà fins i tot a una perdurable alienació respecte a aquella. Aquest estranyament de la sexualitat donaria ocasió a una neurosi, mentre que la seua absència propendria a les perversions i al trastocament no sols de la vida sexual sinó també d'altres aspectes de l'existència.
Tot i que puguen ser molt fondes les impressions deixades per les esmentades experiències, Freud en fa més recalcament en una altra que tots els xiquets i xiquetes haurien de travessar ―i que no dependria llavors del contingent―, ja que és conseqüència del llarg període que viuen sota la protecció dels pares: el complex d'Èdip, personatge mitològic hel·lènic que després d'assassinar el seu pare, Laios, contrau matrimoni amb sa mare, Jocasta. El fet que en la fase fàl·lica tinga per primera vegada expressió psicològica la diferència entre els sexes trobaria la causa el fet que el travessament del complex d'Èdip no supose una situació simètrica per a homes i dones.
Freud dedica les restants pàgines d'aquesta secció a exposar els detalls de l'asimetria edípica, que molt breument pot explicar-se així: després de trobar l'infant —del sexe que siga— el seu primer objecte eròtic en el pit matern, aquest després es completa en la persona de la mare, que —en entrar el xiquet en la fase fàl·lica i començar a masturbar-se fantasiant amb la idea de posseir-la corporalment i desitjar prendre el lloc del pare— reprén l'onanisme del fill amb l'amenaça que ella o el pare li tallaran el membre. Aquest advertiment, però, només resulta eficaç si abans o després en tingué l'ocasió de veure els genitals femenins, els quals, desproveïts d'aquest òrgan que tant estima en si mateix, li obliguen a creure el que se li ha dit i a abandonar més o menys completament els seus esforços per convertir-se en l'amant de sa mare, per protegir-se el penis, i cau així en el complex de castració. En canvi, la nena, que no pateix l'angoixa de la castració, respondria amb insatisfacció per haver-li estat denegat allò que el xiquet té, de manera que l'enveja de penis la portaria a un allunyament de sa mare: no pot deixar d'atribuir-li haver-la duta al món sense el penis que el seu germà exhibeix orgullós. Pren llavors el pare com a nou objecte d'amor, primer pel “desig de disposar del seu penis”, que després és remplaçat pel de rebre d'ell un fill. L'amenaça de castració fa que el xiquet abandone el complex d'Èdip, i la manca de penis prepara la xiqueta per entrar-hi.

### L'aparell psíquic i el món exterior
La primera part d'aquesta secció examina les relacions entre l'allò, el jo i el món extern.[41] Freud sosté que els esforços que el fràgil jo encara no plenament desenvolupat de la primera infantesa emprén per protegir-se dels perills que l'esperen en aquesta etapa de la vida li infringeixen danys permanents. El fet que el xiquet o xiqueta estiga protegit pels seus pares dels perills del món té per conseqüència l'angoixa que l'afligeix davant la possible pèrdua d'amor, que el deixaria indefens. Després del complex d'Èdip, el xiquet, pres de l'angoixa de la castració ―que es faria efectiva per la pèrdua d'amor―, necessita mobilitzar les seues defenses contra les pròpies mocions edípiques, és a dir, reprimir-les. Per molt “d'acord amb el fi” que aquestes repressions vulguen ser, resulten “psicològicament insuficients quan la posterior reanimació de la vida sexual reforça les exigències pulsionals en aquell temps rebutjades.” Freud pensa que es podria prevenir la neurosi si se li concedís plena llibertat al jo infantil respecte de la seua vida sexual i se li evitàs la necessitat de reprimir-se els impulsos. D'altra banda, aquesta primerenca cohibició de la pulsió sexual ―que suposa un posicionament del jo a favor del món extern en detriment de l'intern― contribueix a la “preparació de l'individu a la cultura.” Inhabilitats per arribar a una satisfacció directa, els reclams pulsionals hauran de transitar altres camins que conduïsquen a satisfaccions substitutives. Aquests desviaments el duran a la dessexualització i a un apartament de les primigènies metes pulsionals. Per a Freud, no seria poc el que el nostre patrimoni cultural li deu a aquesta coartació de la sexualitat.
Si l'origen del jo i les qualitats que en el curs del seu desenvolupament hi va incorporant troben la causa en el vincle amb la realitat objectiva, per a Freud es pot pensar que en els estats patològics el jo s'acosta a l'allò alhora que s'afebleix o suprimeix tal vincle amb el món externr: les dades clíniques recolzarien aquesta inferència, doncs una psicosi sol tenir lloc quan la realitat objectiva s'ha tornat intolerablement esquinçadora o quan les pulsions han arribat a hipertrofiar-se. La contraposició de les exigències de l'allò i de la realitat provocaria una escissió psíquica amb dues postures coexistents: “la que pren en compte la realitat objectiva, la normal, i una altra que sota l'influx de les pulsions desprén al jo de la realitat.” El desenllaç n'estarà supeditat a la força relativa d'una i d'una altra: en cas de prevaler la que desestima les condicions del món extern, hi sobrevindrà la psicosi; si se n'imposa l'altra, s'observarà “una curació aparent de la malaltia delirant”, que s'hauria retirat a l'inconscient.
Aquesta escissió del jo que es palesa en les psicosis es constata també “en altres estats més semblants a les neurosis i, en definitiva, en aquestes mateixes.” Freud es declara convençut d'això pel que fa al fetitxisme, que situa entre les perversions i es desenvoluparia a partir de l'absència de reconeixement per part del pacient ―normalment home― de la manca de penis en la dona, la qual, com a “prova de la possibilitat de la seua pròpia castració”, no pot ser ben rebuda. La percepció sensorial sobre la real configuració genital femenina és desmentida i l'individu s'aferra a la creença contrària, sense que per això la percepció desmentida haja deixat de resultar eficaç, ja que el subjecte no gosarà afirmar que ha vist un penis allí on la realitat li ha indicat que no n'hi ha. En lloc d'això, el fetitxista es valdrà d'alguna part del cos o d'algun objecte, i li donarà la importància del penis, l'absència del qual es resisteix a reconéixer plenament. En la major part dels casos, el fetitxe és alguna cosa albirada en aquesta mateixa ocasió en què s'adonà de la conformació dels genitals en la dona o que fa la funció de substitut simbòlic del penis.
Però per a Freud no és correcte denominar “escissió del jo” al que esdevé a partir de la formació del fetitxe; es tracta d'una formació de compromís en la gènesi del qual ha participat el mecanisme del desplaçament. El fetitxe respon a desbaratar l'esmentada prova de la possibilitat de la castració, de manera que el fetitxista puga sentir-se a resguard de l'angoixa de l'amenaça de castració: la representació d'una dona proveïda de penis resta credibilitat a aquesta amenaça i la possessió d'aquest òrgan per part de l'individu ja no es trobaria en perill. Emperò, sosté Freud que hi ha fetitxistes que pateixen de la mateixa angoixa de castració que els qui no ho són i es comporten davant d'aquesta de la mateixa manera que aquests. Per tant, la seua manera d'actuar manifesta simultàniament dues premisses contràries: mentre que, d'una banda, no es resignen a acceptar el que la seua percepció els ha indicat (la falta de penis en la dona), de l'altra, hi donen crèdit. Aquestes dues postures “subsisteixen l'una al costat de l'altra durant tota la vida sense influir-se recíprocament.” En això consisteix precisament l'escissió del jo, que aclareix el fet que sovint el fetitxisme no domini la vida sexual de l'individu de manera excloent: fins en aquests casos, que Freud denomina “conducta sexual normal”, té un cert espai per desenvolupar-se de manera més o menys àmplia, i en ocasions el fetitxisme “es retira a un paper modest o a la condició d'indici.” Això revela que els fetitxistes no acaben de consumar l'allunyament del jo de la realitat objectiva.
D'altra banda, l'escissió del jo no és una peculiaritat privativa del fetitxisme. El jo del xiquet o xiqueta, confrontat a les imposicions del món real, recorre a les repressions per tramitar els requeriments pulsionals, però també es troba sovint en posició de defensar-se d'algun advertiment de la realitat exterior que se li presenta com a desagradable i ho fa amb un desmentiment de les percepcions que el posen al corrent de tal reclam. Les desmentides són per a Freud prou freqüents i excedeixen el cas dels fetitxistes. Ell les considera “unes mesures que es prenen a mig fer, uns intents incomplets de desprendre's de la realitat objectiva.” El reconeixement complementa sempre la desautorització i s'estableix, doncs, una escissió del jo per la coexistència de dues postures antagòniques. Es verifica com “un tret universal de les neurosis” la subsistència en el psiquisme d'una mateixa persona de dues actituds contràries. La particularitat de la neurosi radica que mentre que l'una en correspon al jo, l'altra pertany a l'allò. Independentment que l'esforç per defensar-se emprés pel jo es dirigisca a determinada percepció del món extern o a certa moció pulsional originada en el món intern, mai aconsegueix el seu objectiu de manera perfecta: la postura subjacent no deixa de produir efectes en la vida anímica de l'individu.

### El món interior
Freud descriu el jo com un mitjancer entre l'allò i el món extern, que pren al seu càrrec la satisfacció dels reclams pulsionals del primer, i les percepcions del segon; i que, lluitant per l'autoconservació, se'n posa a la defensiva davant requeriments hiperintenss procedents de qualsevol dels dos, mentre s'orienta per les prescripcions d'un principi de plaer modificat. Afirma que tal representació conserva validesa per explicar la real naturalesa de les coses només fins a aproximadament els cinc anys de l'individu, moment en què li sobrevindria una important alteració: certa porció del món extern és reassignat com a objecte, de vegades parcialment, per ser incorporada dins el jo per identificació.
 
Aquesta nova instància psíquica fa les funcions que havien exercit aquelles persones [els objectes abandonats] del món exterior; observa el jo, li dona ordres, el jutja i l'amenaça amb càstigs, com els progenitors, als quals han substituït. Anomenem superjò aquesta instància, i la sentim, en la funció de jutgessa, com la nostra consciència moral.
Freud remarca que sovint el superjò mostra una severitat que supera la dels pares. El jo li ret comptes no sols dels seus actes consumats, sinó també dels seus pensaments i intencions incomplertes, dels quals el superjò sembla estar al cas. El superjò per a Freud és “hereu del complex d'Èdip” i s'instaura quan aquell és sepultat. És això el que palesa l'exagerada severitat que a vegades revela: no guarda correspondència amb un arquetip objectiu; en lloc d'això, concerneix la intensitat de la defensa contra les temptacions edípiques.
Freud sosté que quan el jo i superjò treballen plegats és difícil identificar les exterioritzacions de cada instància anímica, si bé els distanciaments entre l'un i l'altre es tornen molt nítids. Els retrets que la consciència moral dirigeix al jo palesen l'angoixa del xiquet o xiqueta per la pèrdua d'amor, angoixa que a partir de la instal·lació del superjò apareix subrogada per la instància moral. Per contra, quan el jo s'imposa per sobre la temptació d'incórrer en alguna acció que el superjò reprovaria, s'eleva el sentiment de si mateix i se'n reforça l'orgull: doncs, el superjò, malgrat haver estat integrat en el món intern del subjecte, es comporta respecte del jo com una mena de món exterior.
 
Per a totes les èpoques posteriors de la vida subroga l'influx de la infantesa de l'individu, la cura del xiquet o xiqueta, l'educació i la dependència dels progenitors […]. I, amb això, no sols es fan vigents les qualitats personals dels progenitors, sinó també tot el que haja exercit de domini sobre aquests, les inclinacions i requeriments de l'estat social en què viuen, les disposicions i tradicions de l'ètnia de què provenen.
El “poder del present” apareix representat en el món extern; les tendències heretades o el passat orgànic són acollits en l'allò, i el superjò, que sols més tard entra en escena, constitueix el precipitat d'un herència cultural que el xiquet o xiqueta ha d'assimilar en pocs anys i, per tant, se situa en una posició intermèdia entre l'allò i el món extern en tant que integra els influxos del passat i del present: “En la instància del superjò es viu un exemple de la manera en què el present és traslladat al passat.”[50]